# John Francis Brown
John Francis Brown (ur. 26 listopada 1943 w Strahule) – irlandzki duchowny rzymskokatolicki posługujący w Nigerii, w latach 1991-1995 superior Kano.

## Życiorys
Święcenia kapłańskie przyjął 16 grudnia 1970. 22 marca 1991 został mianowany superiorem Kano. 15 grudnia 1995 zrezygnował z urzędu.